# Communauté de communes du Pays viganais
La Communauté Com Pays Viganais Cévennes Méridionales est une communauté de communes française, ayant son champ d’action dans le département du Gard, au sein de la région Occitanie.

## Histoire
Elle est créée le 1er janvier 1993.
Elle faisait partie du Syndicat mixte pays Aigoual Cévennes Vidourle, qui regroupait la communauté de communes du Pays viganais, la communauté de communes Causses Aigoual Cévennes et la communauté de communes des Cévennes gangeoises et suménoises, jusqu’à sa dissolution le 1er juillet 2017.
Depuis cette date, elle est unie avec la communauté de communes Causses Aigoual Cévennes au sein du pôle d'équilibre territorial et rural Causses et Cévennes.
Le 1er janvier 2019, Bréau-et-Salagosse et Mars fusionnent pour constituer la commune nouvelle de Bréau-Mars.

## Territoire communautaire

### Composition
La communauté de communes est composée des 21 communes suivantes :

| Nom                     | Code Insee | Gentilé        | Superficie (km2) | Population (dernière pop. légale) | Densité (hab./km2) |
| ----------------------- | ---------- | -------------- | ---------------- | --------------------------------- | ------------------ |
| Le Vigan (siège)        | 30350      | Vigannais      | 17,24            | 3 786 (2022)                      | 220                |
| Alzon                   | 30009      | Alzonais       | 27,48            | 184 (2022)                        | 6,7                |
| Arphy                   | 30015      | Arphyens       | 20,92            | 138 (2022)                        | 6,6                |
| Arre                    | 30016      | Arrois         | 7,26             | 258 (2022)                        | 36                 |
| Arrigas                 | 30017      | Arrigasiens    | 20,28            | 214 (2022)                        | 11                 |
| Aulas                   | 30024      | Aulasiens      | 2,91             | 445 (2022)                        | 153                |
| Aumessas                | 30025      | Aumessois      | 21,45            | 252 (2022)                        | 12                 |
| Avèze                   | 30026      | Avezous        | 4,14             | 1 059 (2022)                      | 256                |
| Bez-et-Esparon          | 30038      | Bezronais      | 8,33             | 330 (2022)                        | 40                 |
| Blandas                 | 30040      | Blandassiens   | 37,46            | 133 (2022)                        | 3,6                |
| Bréau-Mars              | 30052      |                | 28,49            | 679 (2022)                        | 24                 |
| Campestre-et-Luc        | 30064      | Camluçois      | 38,1             | 153 (2022)                        | 4                  |
| Mandagout               | 30154      | Mandagounais   | 15,12            | 370 (2022)                        | 24                 |
| Molières-Cavaillac      | 30170      | Molièrois      | 7,71             | 903 (2022)                        | 117                |
| Montdardier             | 30176      | Montdardiérins | 35,25            | 198 (2022)                        | 5,6                |
| Pommiers                | 30199      | Pommiérois     | 6,51             | 57 (2022)                         | 8,8                |
| Rogues                  | 30219      | Rogasois       | 30,22            | 91 (2022)                         | 3                  |
| Roquedur                | 30220      | Roquedurois    | 10,85            | 265 (2022)                        | 24                 |
| Saint-Bresson           | 30238      | Coboyots       | 8,4              | 71 (2022)                         | 8,5                |
| Saint-Laurent-le-Minier | 30280      | Laureniers     | 13,26            | 371 (2022)                        | 28                 |
| Vissec                  | 30353      | Vissecois      | 21,83            | 68 (2022)                         | 3,1                |

### Démographie
| 1968  | 1975  | 1982  | 1990  | 1999   | 2010   | 2015   | 2021  |
| ----- | ----- | ----- | ----- | ------ | ------ | ------ | ----- |
| 9 452 | 9 225 | 9 593 | 9 728 | 10 111 | 10 118 | 10 165 | 9 909 |

## Administration

### Siège
Le siège social de la communauté de communes est situé au 3, Avenue Sergent Triaire, à (30120)  Le Vigan..

### Les élus
Le conseil communautaire de la communauté de communes se compose de 41 conseillers, représentant chacune des communes membres et élus pour une durée de six ans.
Ils sont répartis comme suit :
| Nombre de conseillers | Communes               |
| --------------------- | ---------------------- |
| 15                    | Le Vigan               |
| 4                     | Avèze                  |
| 3                     | Molières-Cavaillac     |
| 2                     | Bréau-Mars             |
| 1 (+1 suppléant)      | les 17 autres communes |

### Présidence
| Période                                  | Période      | Identité        | Étiquette | Qualité                                                                                |
| ---------------------------------------- | ------------ | --------------- | --------- | -------------------------------------------------------------------------------------- |
| Les données manquantes sont à compléter. |              |                 |           |                                                                                        |
| 1993                                     |              | Alain Journet   | PS        | Maire du Vigan (1977-1999)                                                             |
|                                          | mars 2008    | Thierry Bourrié | PS        | Maire du Vigan (1999-2008)                                                             |
| mars 2008                                | juillet 2020 | Roland Canayer  | PS        | Maire de Molières-Cavaillac (1995- ) conseiller général du canton du Vigan (2004-2011) |
| juillet 2020                             | En cours     | Régis Bayle     | DVG       | Maire d’Arrigas (2001- )                                                               |

### Régime fiscal et budget
Le régime fiscal de la communauté de communes est la fiscalité professionnelle unique (FPU).